# Réseau des Zones Ateliers
Le Réseau des Zones Ateliers (RZA) est un réseau français de recherche socio-écologique à long terme (LTSER). Il s'agit d'un réseau de recherche interdisciplinaire qui se concentre sur l'étude et la compréhension des interactions complexes entre la société et l'environnement au sein d'écosystèmes spécifiques en France. Il s’agit d’une Infrastructure de Recherche (IR) nationale du CNRS qui regroupe des Zones Ateliers labellisées par l’Institut Écologie et Environnement (InEE) du CNRS.

## Objectif
L'objectif principal du Réseau des Zones Ateliers est de fournir des données scientifiques et des connaissances à long terme pour soutenir la gestion durable et les processus de prise de décision liés à l'environnement. Le réseau réunit des chercheurs de différentes disciplines, notamment l'écologie, la sociologie, l'économie, la géographie et les sciences de l'environnement, entre autres, pour étudier les processus écologiques, les dynamiques socio-économiques et les impacts des activités humaines sur les écosystèmes.
En France, le « Réseau des Zones Ateliers » et le réseau des « Observatoires de la Zone Critique » (OZCAR), construits sous l'égide de l'INEE et de l'INSU du CNRS correspondent à LTER et font partie de LTER-Europe.

## Historique
Certaines ZA existent depuis la fin des années 1980 et le réseau lui-même a émergé dans les années 2000,. Le réseau des Zones Ateliers a été labellisé « Système d'Observation et d'Expérimentation au long terme pour la Recherche en Environnement » (SOERE) en 2011 par l'Alliance nationale de recherche pour l'environnement (ALLENVI). Il a par la suite été labellisé infrastructure de recherche (IR) par le CNRS en 2018.

## Description
Le RZA est composé d'une série de sites LTSER, qui sont des zones géographiques spécifiques sélectionnées pour leur importance écologique et socio-économique. Ces sites représentent différents types d'écosystèmes présents en France, tels que les forêts, les montagnes, les zones côtières, les paysages agricoles et les zones urbaines.
Sur chaque site LTSER, les chercheurs mènent des activités de surveillance et de recherche à long terme pour collecter des données sur divers paramètres écologiques et socio-économiques. Cela comprend l'étude des modèles de biodiversité, du fonctionnement des écosystèmes, des changements d'utilisation des terres, des dynamiques socioculturelles et des interactions entre la société et la nature. En analysant et en intégrant ces données, les scientifiques visent à développer une compréhension globale du fonctionnement des écosystèmes et des processus sociaux qui les influencent.
Le Réseau des Zones Ateliers favorise la collaboration et les échanges de connaissances entre les chercheurs, les décideurs politiques et d'autres parties prenantes. Il sert de plateforme pour la recherche interdisciplinaire, la formation et la diffusion des résultats scientifiques. Le réseau contribue également, en synergie avec l’IR-OZCAR (Observatoire la Zone Critique), aux initiatives internationales, telles que le Réseau International de Recherche Écologique à Long Terme (ILTER), favorisant la collaboration et la comparaison des données entre différents sites LTSER à l'échelle mondiale.
Dans l'ensemble, le Réseau des Zones Ateliers joue un rôle crucial dans l'avancement des connaissances scientifiques sur les interactions complexes entre la société et l'environnement en France. Grâce à ses recherches à long terme et à ses efforts de collaboration, il vise à contribuer au développement de pratiques et de politiques durables qui favorisent la conservation et la gestion des écosystèmes. Le RZA réalise en particulier des travaux en agroécologie aux échelles larges du paysage et du territoire.

## Concept
Le Réseau des Zones Ateliers (RZA) adopte une approche globale en combinant des approches bio-géophysiques, écologiques et sociétales sur le long terme, en collaboration avec des partenaires socio-économiques, dans le but de transformer les territoires vers davantage de durabilité. Il s'agit d'une recherche fondamentale axée sur l'action. Dès ses débuts, le RZA a pris en considération les spécificités des systèmes socio-écologiques (social-ecological systems, SES) qui correspondent à des systèmes intégrés couplant les sociétés et la nature. Au cours des années 2010, le RZA a élaboré son propre cadre conceptuel dans le domaine des sciences des socio-écosystèmes, plaçant la co-gestion adaptative au cœur des approches en sciences de la durabilité et intégrant explicitement la question des pratiques. Est explicitement prise en compte la notion de « cascade de services », notion qui lie un élément biophysique aux bénéfices que peuvent en tirer les populations humaines à la manière d’une « chaîne de production ». Le réseau des zones ateliers utilise ce schéma en se positionnant à l’échelle du socio-écosystème et proposant une interface de gestion adaptative qui reprend les rétroactions du modèle biophysique au sens de Haines-Young & Potschin. L'IR-RZA se positionne progressivement dans la branche de la "science transformative" des sciences de la durabilité, en favorisant la transformation des pratiques, des représentations, de la recherche et de la formation.

## Les chiffres-clés de l’IR-RZA (en 2023)

### Liste des zones Ateliers françaises
Il existe 15 zones ateliers,, ancrées dans les territoires, réparties en France métropolitaine (13), dans les terres australes (1) et au Zimbabwe (1) :
- ZA Alpes (ORCHAMP) : Située dans les Alpes françaises, cette zone d'étude englobe des écosystèmes montagneux, tels que les glaciers, les forêts alpines et les cours d'eau de montagne[21].
- ZA Arc Jurassien (ZAAJ) : Cette zone fédère un réseau de recherche franco-suisse sur les interactions entre environnement, sociétés et dynamiques des systèmes socio-écologiques de moyenne montagne.
- ZA Armorique (ZAAr)[22] : Cette zone a pour objet d'étude le paysage. Les recherches qui y sont menées se focalisent sur les paysages agricoles et urbains et s'appuient sur des observations et des expérimentations.
- ZA Bassin du Rhône (ZABR)[23] : Cette zone couvre le bassin versant du fleuve Rhône et étudie les interactions entre les activités humaines, l'eau et les écosystèmes fluviaux.
- ZA Brest-Iroise (ZABrI)[24],[25] : Cette zone s’intéresse au socio-écosystème côtier de la mer d’Iroise, de la rade de Brest et de ses bassins-versants. Son périmètre s’étend sur 6700 km² dont les 2/3 sont situés en mer.
- ZA Environnementale et Urbaine (ZAEU) : Dispositif de recherche transdisciplinaire qui a pour mission l’étude et la compréhension des enjeux environnementaux sur le territoire de l'agglomération Strasbourgeoise.
- ZA Hwange (HWANGE) : Cette zone héberge un ensemble de recherches interdisciplinaires à long terme afin de comprendre la dynamique d’un socio-écosystème de savane, le Parc National de Hwange (~ 15000 km²) et sa périphérie, situé à la frontière Ouest du Zimbabwe.
- ZA Loire (ZAL) : Cette zone a pour objet l’observation de l’hydrosystème Loire, des sociétés humaines sur son bassin versant et la co-évolution hydrosystème – sociétés.
- ZA Moselle (ZAM) : Cette zone structure une communauté scientifique lorraine (CNRS, INRA, ANSES, Université de Lorraine) autour de la protection des ressources en eau.
- ZA Plaine & Val de Sèvre (PVS) : Consortium alliant animateurs de territoire, associations et scientifiques des sciences de la nature, des sciences humaines et sociales, des sciences numériques et des sciences biomédicales.
- ZA Pyrénées Garonne (PYGAR) : Dynamiques des interactions entre les sociétés humaines et le fonctionnement des écosystèmes dans les Pyrénées et le bassin versant de la Garonne.
- ZA Seine (SEINE)[23] : Son objectif général est de développer une vision d’ensemble du fonctionnement de ce système formé par le réseau hydrographique (dont l’estuaire et le proche côtier), le bassin versant et la société humaine qui l'investit.
- ZA Antarctique et Terres Australes (ZA-Antarctique) : Cette zone étudie la dynamique à long terme de la biodiversité et des écosystèmes de l'Antarctique français et des territoires subantarctiques, y compris l'océan Austral.
- ZA Terres Uranifères (ZATU) : Cette zone développe un programme de recherche sur les territoires concernés par la présence de radioactivité naturelle et naturelle renforcée par l’action de l’homme.
- ZA Environnementale Rurale Argonne (ZARG) : Son objectif est de comprendre le fonctionnement et les trajectoires d’un système socio-écologique à faible densité d’habitants. Zone atelier située au cœur de la région Grand-Est, labellisée au 1er janvier 2023.

### Personnels et organismes
Plus de 1800 personnels de recherche impliqués provenant de 25 organismes de recherche, 80 universités et 26 grandes écoles, ainsi que de nombreux acteurs des territoires sont impliqués dans chaque ZA. De nombreux stages de master et de licence, 240 doctorats et 75 post-doctorats sont en cours de réalisation.

### Moyens et résultats
Les membres du réseau coordonnent ou participent à de multiples projets de recherche totalisant plus de 10 M€ en contrats de recherche par an. En moyenne, plus de 200 publications évaluées par les pairs sont produites par an, et plus de 50 ouvrages ou chapitres d’ouvrages sont publiés par an.
Plus de 700 fiches de métadonnées sont disponibles sur le Geonetwork du RZA . Les ZA sont amenées à s’organiser, via l'utilisation d'outils communs, pour s'adapter progressivement aux standards nationaux et internationaux relatifs aux données FAIR (pour Findable, Accessible, Interoperable and Reusable), ce qui oriente l’allocation des ressources et la hiérarchisation des priorités, au niveau de chacune des ZA et du réseau national.